# Calaguas
Die Inselgruppe Calaguas (Calaguas Group of Islands) ist eine Inselgruppe in den Philippinen. Die Gruppe von über 20 Inseln liegt nördlich der Bicol-Halbinsel. Die beiden Hauptinseln sind Guintinua- und Tinaga Island, andere bekannte Inseln sind Balagbag-, Bedey-, Sugod-, Comalasag-, Ingalan-, Bantiqua-, Pinagcastillohan-, Puacuapan und Maculabo Island. Auf den beiden Hauptinseln liegen die Barangays Banocboc, Pinagtigasan and Mangcawayan, diese hatten 2007 6095 Einwohner. Verwaltet wird die Inselgruppe von der Gemeinde Vinzons in der Provinz Camarines Norte.
Die Inselgruppe liegt etwa 28 km vor der Küste der Bicol Halbinsel in der Philippinensee, erreicht werden kann sie über die Häfen von Paracale und Vinzons. Die Überfahrt dauert rund 2 bis 3 Stunden, je nach Witterung. Eine touristische Infrastruktur existiert auf der Inselgruppe nicht.